# Polygala monopetala
Polygala monopetala là một loài thực vật có hoa trong họ Polygalaceae. Loài này được Cambess. miêu tả khoa học đầu tiên năm 1835.